# Gare de Lot
La gare de Lot est une gare ferroviaire belge de la ligne 96, de Bruxelles-Midi à Quévy (frontière), située à Lot sur le territoire de la commune de Beersel dans la province du Brabant flamand en région flamande.
Elle est mise en service en 1840 par l'administration des chemins de fer de l'État belge.
C'est une halte voyageurs de la Société nationale des chemins de fer belges (SNCB), desservie par des trains Suburbains (S2).

## Situation ferroviaire
Établie à 25 mètres d'altitude, la gare de Lot est située au point kilométrique (PK) 8,958 de la ligne 96, de Bruxelles-Midi à Quévy (frontière), entre les gares ouvertes de Ruisbroek et de Buizingen.
L'arrêt dispose de deux quais qui permettent la desserte par les deux voies de la ligne 96 et la voie unique du tronçon 96E de Lot à Hal. Il est traversé par les deux voies rapides du tronçon 96N de Bruxelles-Midi à Hal.

## Historique

### Histoire
La station de Loth est mise en service le 18 mai 1840 par l'administration des chemins de fer de l'État belge, lorsqu'elle ouvre à l'exploitation la section de Bruxelles à Tubize. La station est établie au hameau de Loth, qui dépend de la commune de Leuw-Saint-Pierre.
Un bâtiment de gare est construit en 1860 d'après une adjudication publique passée le 18 avril 1860 dans la salle d'attente de première classe de la gare de Bruxelles-Nord. Il s’agit d’un bâtiment standard à pignons à redents dont les dimensions exactes sont inconnues. Il semble d'après l'aspect du bâtiment en cours de démolition qu'il s'agissait d'un bâtiment de quatre travées doté d'ailes ajoutées ultérieurement, une disposition qui était aussi celle de la gare de l'Olive adjugée dans le même lot.
Vers 1903, un nouveau bâtiment voyageurs, avec un corps principal à 3 ouvertures et un étage, et avec une longue aile disposant d'un auvent protégeant le quai remplace le bâtiment de 1860. Réalisé au prix de 73 000 francs, le nouvel édifice, bien que de forme conventionnelle, se distingue des gares standard par la hauteur et la largeur de ses deux ailes principales et la présence d'un ensemble de fenêtres surmontées par un pignon triangulaire côté rue.
Pendant la construction du nouveau bâtiment, une partie de l'ancien (trois travées et une aile) avait été conservée comme bâtiment temporaire.
Le 23 mai 1993, la gare perd son guichet, la vente des titres de transport est supprimée.
La même année, dans le cadre des travaux de la ligne à grande vitesse 1 reliant Bruxelles à la frontière française, la ligne 96 est mise à quatre voies et toutes les gares entre Forest, Hal et Lembeek sont démolies, dont celle de Lot. À cette occasion, un imposant viaduc franchissant les voies de la ligne 96 est construit. Cette nouvelle ligne est utilisée par les trains InterCity, Thalys et Eurostar.

### Nom de la gare
L'écriture du nom de la gare est modifiée le 1er février 1938, de « Loth », depuis la mise en service de la station, il devient « Lot ».

## Service des voyageurs

### Accueil
Halte SNCB, c'est un point d'arrêt non géré (PANG) à accès libre. L'achat de titres de transport s'effectue via un distributeur automatique.
Un souterrain permet la traversée des voies et le passage d'un quai à l'autre.

### Desserte
Lot est desservie est desservie par des trains Suburbains (S2) sur la relation Louvain - Braine-le-Comte.
Les jours ouvrables et le samedi, la fréquence est de deux trains S2 par heure dans chaque sens, contre un seul le dimanche.

### Intermodalité
Un parc pour les vélos et un parking pour les véhicules y sont aménagés.
La gare est desservie par des bus De Lijn et constitue le terminus de la ligne 50 de la STIB.

## Comptage voyageurs
Ce graphique et tableau montre le nombre de voyageurs embarquant en moyenne durant la semaine, le samedi et le dimanche.
| Nombre de passagers qui embarquent à la gare de Lot | Nombre de passagers qui embarquent à la gare de Lot | Nombre de passagers qui embarquent à la gare de Lot | Nombre de passagers qui embarquent à la gare de Lot |
|                                                     | Semaine                                             | Samedi                                              | Dimanche                                            |
| --------------------------------------------------- | --------------------------------------------------- | --------------------------------------------------- | --------------------------------------------------- |
| 1977                                                | 833                                                 | 122                                                 | 95                                                  |
| 1978                                                | 713                                                 | 107                                                 | 92                                                  |
| 1979                                                | 673                                                 | 125                                                 | 89                                                  |
| 1980                                                | 629                                                 | 149                                                 | 98                                                  |
| 1981                                                | 581                                                 | 572                                                 | 39                                                  |
| 1982                                                | 629                                                 | 93                                                  | 68                                                  |
| 1983                                                | 694                                                 | 75                                                  | 50                                                  |
| 1984                                                | 483                                                 | 57                                                  | 38                                                  |
| 1985                                                | 473                                                 | 46                                                  | 61                                                  |
| 1986                                                | 442                                                 | 51                                                  | 39                                                  |
| 1987                                                | 420                                                 | 68                                                  | 49                                                  |
| 1988                                                | 399                                                 | 54                                                  | 56                                                  |
| 1989                                                | 373                                                 | 80                                                  | 44                                                  |
| 1990                                                | 322                                                 | 67                                                  | 58                                                  |
| 1991                                                | 331                                                 | 66                                                  | 30                                                  |
| 1992                                                | 312                                                 | 63                                                  | 45                                                  |
| 1993                                                | 343                                                 | 33                                                  | 31                                                  |
| 1994                                                | 280                                                 | 65                                                  | 30                                                  |
| 1995                                                | 230                                                 | 38                                                  | 31                                                  |
| 1996                                                | 216                                                 | 73                                                  | 30                                                  |
| 1997                                                | 187                                                 | 33                                                  | 24                                                  |
| 1998                                                | 265                                                 | 40                                                  | 31                                                  |
| 1999                                                | 205                                                 | 55                                                  | 28                                                  |
| 2000                                                | 234                                                 | 60                                                  | 44                                                  |
| 2001                                                | 223                                                 | 48                                                  | 34                                                  |
| 2002                                                | 239                                                 | 62                                                  | 48                                                  |
| 2003                                                | 229                                                 | 61                                                  | 46                                                  |
| 2004                                                | 224                                                 | 56                                                  | 53                                                  |
| 2005                                                | 256                                                 | 74                                                  | 54                                                  |
| 2006                                                | 232                                                 | 79                                                  | 58                                                  |
| 2007                                                | 280                                                 | 88                                                  | 73                                                  |
| 2008                                                | -                                                   | -                                                   | -                                                   |
| 2009                                                | 324                                                 | 75                                                  | 58                                                  |
| 2010                                                | -                                                   | -                                                   | -                                                   |
| 2011                                                | -                                                   | -                                                   | -                                                   |
| 2012                                                | 346                                                 | 92                                                  | 63                                                  |
| 2013                                                | 349                                                 | 96                                                  | 73                                                  |
| 2014                                                | 379                                                 | 86                                                  | 61                                                  |
| 2015                                                | 380                                                 | 77                                                  | 77                                                  |
| 2016                                                | 423                                                 | 126                                                 | 85                                                  |
| 2017                                                | 427                                                 | 100                                                 | 94                                                  |
| 2018                                                | 495                                                 | 105                                                 | 83                                                  |
| 2019                                                | 586                                                 | 239                                                 | 155                                                 |
| 2020                                                | 455                                                 | 195                                                 | 90                                                  |
| 2021                                                | -                                                   | -                                                   | -                                                   |
| 2022                                                | 802                                                 | 329                                                 | 169                                                 |
| 2023                                                | 751                                                 | 375                                                 | 181                                                 |
| 2024                                                | 798                                                 | 395                                                 | 251                                                 |

Galerie de photographies
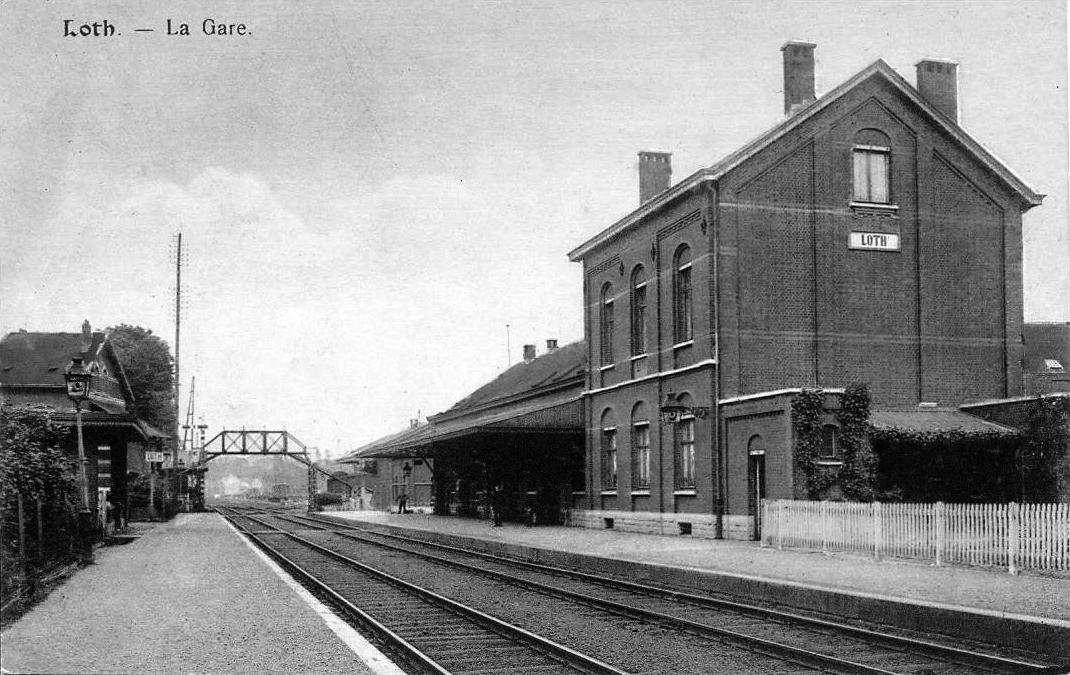
Voies, quais et bâtiment de la gare vers 1900.
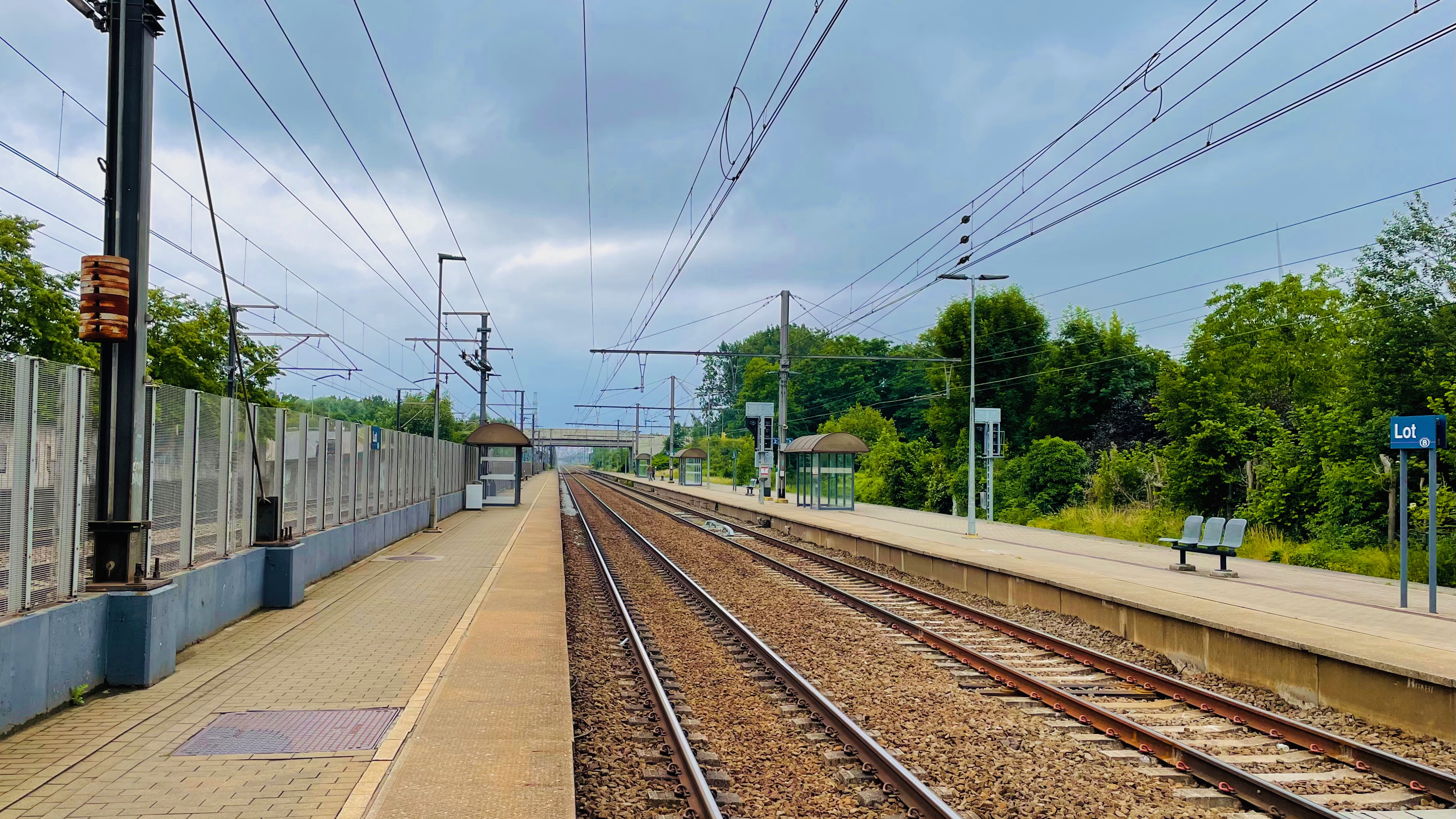
Quais de la halte en 2022.
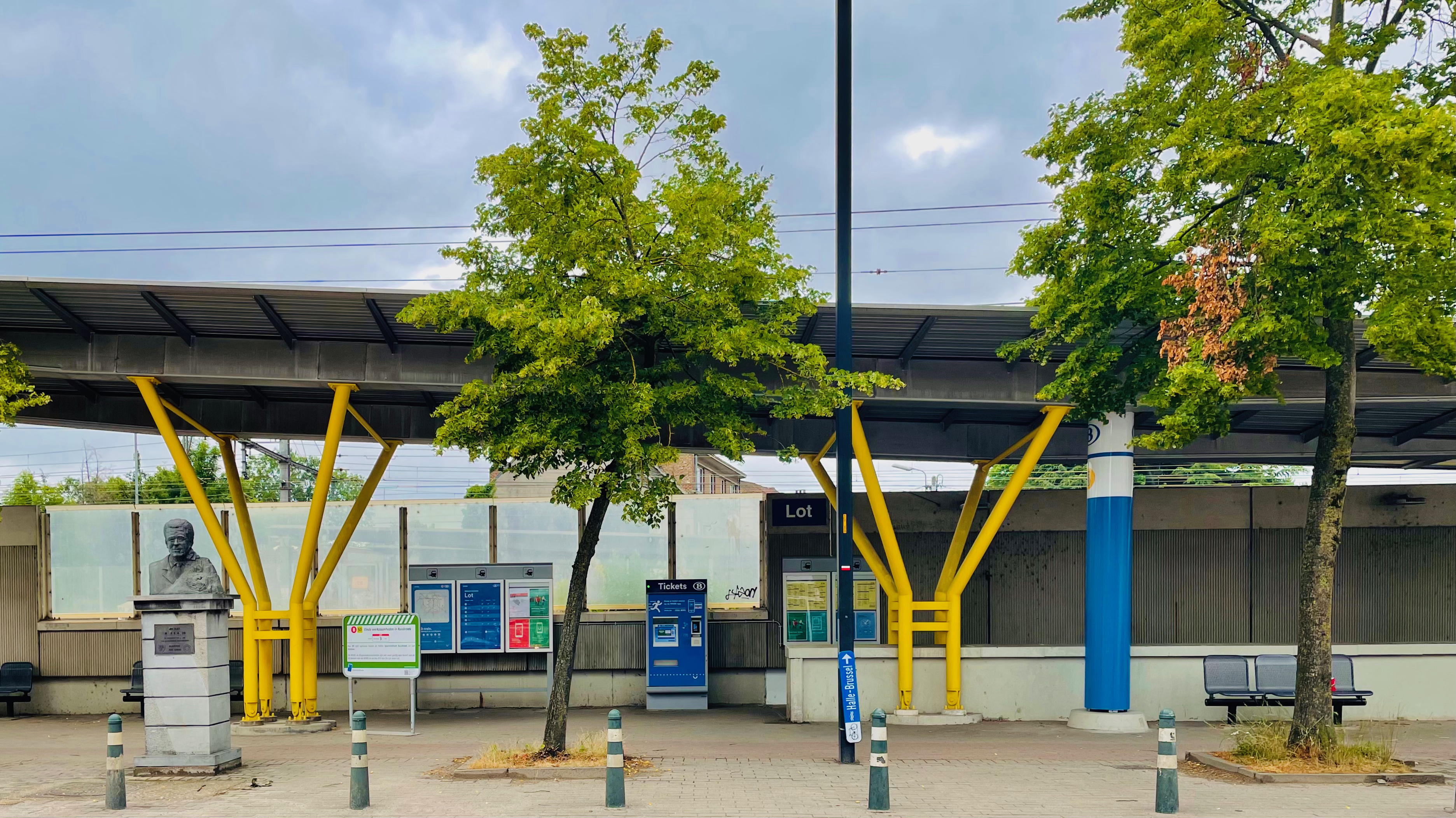
Entrée.